# Dictyaster xenophilus
Dictyaster xenophilus is een zeester uit de familie Echinasteridae.
De wetenschappelijke naam van de soort werd in 1891 gepubliceerd door James Wood-Mason & Alfred William Alcock.